# Setina aurita
Écaille alpine, Endrosie crépitante, Manteau tacheté
Espèce
L'Écaille alpine (Setina aurita), aussi appelée l'Endrosie crépitante ou le Manteau tacheté, est une espèce de lépidoptères (papillons) de la famille des Erebidae et de la sous-famille des Arctiinae.

## Distribution
Cette espèce peuple les massifs montagneux d'Europe centrale, en France, Suisse, Italie, Allemagne et Roumanie.

## Sous-espèces
Quatre sous-espèces sont distinguées :
- Setina aurita aurita (Esper, 1787)
- Setina aurita imbuta (Hübner, 1803)
- Setina aurita pfisteri Burmann & Tarmann, 1985
- Setina aurita teriolensis (Burmann, 1955)